# Nicholas Gordon-Lennox
Nicholas Charles Gordon-Lennox (ur. 31 stycznia 1931, zm. 11 października 2004) – brytyjski arystokrata i dyplomata, młodszy syn Fredericka Gordon-Lennoxa, 9. księcia Richmond i Elisabeth Hudson.
Wychowywał się w rodowej rezydencji Lennoxów, Goodwoood House. Po wybuchu II wojny światowej, razem ze starszym bratem, Charlesem, został wysłany do USA. Wrócił w 1944 r. i rozpoczął naukę w Eton College. Dzięki dobrym wynikom w nauce uzyskał stypendium, które umożliwiło mu studiowanie historii w Oksfordzie.
Po ukończeniu nauki i odbyciu służby wojskowej w King's Royal Rifle Corps, rozpoczął pracę w Foreign Office (1954 r.). W 1957 r. został osobistym sekretarzem sir Harolda Caccii, brytyjskiego ambasadora w Waszyngtonie. Za pracę na tym stanowisku został porucznikiem Królewskiego Wiktoriańskiego Orderu. W 1961 r. został wysłany do Chile jako drugi (później pierwszy) sekretarz ambasady w Santiago. W 1963 r. wrócił do Anglii i pracował jako parlamentarny podsekretarz stanu w Foreign Office. W 1966 r. został wysłany do Madrytu, gdzie przebywał 5 lat. W latach 1973–1975 ponownie pracował w Foreign Office, by w końcu zostać mianowanym konsulem w Paryżu. W 1978 r. został komandorem Orderu Świętego Michała i Świętego Jerzego. Rok później został asystentem podsekretarza stanu w Foreign Office. Zwieńczeniem jego kariery dyplomatycznej było sprawowanie urzędu brytyjskiego ambasadora w Madrycie w latach 1984–1989. Podczas pełnienia tego urzędu został odznaczony Krzyżem Wielkim Orderu Izabeli Katolickiej w 1986 r., Krzyżem Komandorskim Orderu Świętego Michała i Świętego Jerzego w tym samym roku i Krzyżem Komandorskim Królewskiego Wiktoriańskiego Orderu w 1989 r.
Po powrocie, w 1990 r., zasiadł w zarządzie BBC. W 1998 r. przeszedł na emeryturę. Zmarł w 2004 r.
14 stycznia 1958 r. poślubił Mary Williamson (ur. 20 marca 1934), córkę brygadiera Hudlestona Williamsona i Leili Lodwick, córki podpułkownika R.W.P. Lodwicka. Nicholas i Mary mieli razem syna i trzy córki:
- Sarah Caroline Gordon-Lennox (ur. 20 stycznia 1960), żona Dominica Caldecotta, ma dzieci
- Henrietta Mary Gordon-Lennox (ur. 8 stycznia 1962), żona Michaela Lindsella, ma dzieci
- Lucy Gordon-Lennox (ur. 1965), żona Johna Cornella, nie ma dzieci
- Anthony Charles Gordon-Lennox (ur. 1969)